# Phyllurus
Phyllurus — рід геконоподібних ящірок родини Carphodactylidae. Представники цього роду є ендеміками Австралії.

## Види
Рід Phyllurus нараховує 11 види:
- Phyllurus amnicola Couper, Schneider, Hoskin & Covacevich, 2000
- Phyllurus caudiannulatus Covacevich, 1975
- Phyllurus championae Couper, Schneider, Hoskin & Covacevich, 2000
- Phyllurus fimbriatus Hoskin, 2023
- Phyllurus gulbaru Hoskin, Couper & Schneider, 2003
- Phyllurus isis Couper, Covacevich & Moritz, 1993
- Phyllurus kabikabi Couper, Hamley & Hoskin, 2008
- Phyllurus nepthys Couper, Covacevich & Moritz, 1993
- Phyllurus ossa Couper, Covacevich & Moritz, 1993
- Phyllurus pinnaclensis Hoskin, Bertola & Higgie, 2019
- Phyllurus platurus (Shaw, 1790)

## Етимологія
Наукова назва роду Phyllurus походить від сполучення слів дав.-гр. φυλλον — лист і ουρα — хвіст.